# Postia pappi Jaakobille
Postia pappi Jaakobille (finnisch für Post für Pastor Jakob) ist ein Film des finnischen Regisseurs Klaus Härö aus dem Jahr 2009.

## Handlung
Leila Sten muss eine lebenslange Gefängnisstrafe verbüßen, wird aber nach zwölf Jahren unerwartet begnadigt. Die Bedingung ist jedoch, dass sie zu dem blinden Pastor Jakob zieht und ihm im Haushalt hilft. Insbesondere soll sie ihm Briefe, die er aus dem ganzen Land von Trostsuchenden erhält, vorlesen und für ihn beantworten. Von dieser Aufgabe ist sie nicht begeistert und erledigt sie sehr halbherzig: Sie passt den Briefträger ab und bewirkt, dass er Jakobs Haus meidet. Außerdem leitet sie, um die aus ihrer Sicht sehr monotone Arbeit zu reduzieren, einige Briefe nicht an den Pfarrer weiter, sondern wirft sie in den Brunnen. Jakob fragt sich, warum die Post immer mehr ausbleibt und beginnt an sich selbst zu zweifeln.
Eines Tages beauftragt Jakob Leila, den Tisch mit chinesischer Tafel zu decken, da er Gäste erwartet. Er trägt die komplette Priesterrobe und läuft in die nahe gelegene Kirche, um dort eine vermeintliche Trauung abzuhalten. Es kommt jedoch niemand und die Kirche bleibt leer. Leila ist ihm gefolgt und als er sie bittet, ihn nach Hause zu bringen, sagt sie „nein“, geht und lässt Jakob allein zurück. Er fühlt sich bereit zu sterben und legt sich auf den Kirchenboden. Leila packt indes ihren Koffer und ruft ein Taxi. Als der Fahrer sie nach dem Ziel fragt, schweigt sie und kehrt in das Haus zurück. Dort begeht sie einen Suizidversuch, der misslingt, weil Jakob genau in diesem Augenblick in sein Haus zurückkehrt. Sie realisiert nun, dass sie dem Priester helfen muss und inszeniert Briefe. Dabei erzählt sie Jakob ihre eigene Lebensgeschichte und von ihrem Verbrechen, nämlich dass sie den Mann ihrer Schwester Liisa ermordet hat, weil er Liisa geschlagen hat. So wie Leilas Mutter sie selbst geschlagen hat und Liisa ihr half, wollte Leila Liisa mit dieser Tat helfen. Jakob fragt, ob der Brief einen Absender hat. „Ja“, sagt Leila und Jakob ergänzt: „Leila Sten“. Er überreicht ihr einen Stapel Briefe, in denen Liisa ihn darum bittet, sich für Leilas Begnadigung einzusetzen. Als sie beginnt, die Briefe zu lesen, will Jakob Tee und Kaffee machen und stirbt dabei in seinem Haus.

## Auszeichnungen
Der Film wurde mit mehreren Preisen ausgezeichnet, darunter:
2009
- Internationales Filmfestival Mannheim-Heidelberg

- Großer Preis von Mannheim-Heidelberg

- Cairo International Film Festival

- Goldene Pyramide, Saad-El-Din-Wahba-Preis für das beste Drehbuch

2010
- Jussi

- Bester Film
- Beste Regie
- Bester Hauptdarsteller (Heikki Nousiainen)
- Beste Filmmusik

- Santa Barbara International Film Festival

- The Best International Film Award

- Festival du cinéma nordique

- Beste Schauspielerin (Kaarina Hazard), Bester Schauspieler (Heikki Nousiainen), Publikumspreis